# Elfstedenrace 2024
La Betcity Elfstedenrace 2024, terza edizione della corsa ciclistica e valida come prova dell'UCI Europe Tour 2024 categoria 1.1, si svolse il 2 ottobre 2024 su un percorso di 199,9 km, con partenza e arrivo a Leeuwarden, nei Paesi Bassi. La vittoria fu appannaggio del'olandese Taco van der Hoorn, il quale completò il percorso in 4h10'32", alla media di 47,874 km/h, precedendo il connazionale Jelte Krijnsen e il francese Christophe Laporte.
Sul traguardo di Leeuwarden 51 ciclisti, dei 100 partiti dalla medesima località, portarono a termine la competizione.

## Squadre e corridori partecipanti
| N.    | Cod. | Squadra                   |
| ----- | ---- | ------------------------- |
| 1-7   | ADC  | Alpecin-Deceuninck        |
| 11-17 | IWA  | Intermarché-Wanty         |
| 21-27 | DFP  | Team DSM-Firmenich PostNL |
| 31-37 | JAY  | Team Jayco AlUla          |
| 41-47 | TVL  | Team Visma-Lease a Bike   |
| 51-57 | LTD  | Lotto Dstny               |
| 61-67 | Q36  | Q36.5 Pro Cycling Team    |
| 71-76 | TDT  | TDT-Unibet Cycling Team   |

| N.      | Cod. | Squadra                        |
| ------- | ---- | ------------------------------ |
| 81-87   | TFB  | Team Flanders-Baloise          |
| 91-97   | BCY  | Beat Cycling Team              |
| 101-107 | SWY  | Diftar Continental Cyclingteam |
| 111-117 | MET  | Metec-Solarwatt p/b Mantel     |
| 121-127 | PHV  | Parkhotel Valkenburg CT        |
| 131-137 | TIS  | Tarteletto-Isorex              |
| 151-157 | VWE  | VolkerWessels Cycling Team     |

## Ordine d'arrivo (Top 10)
| Pos. | Corridore               | Squadra     | Tempo    |
| ---- | ----------------------- | ----------- | -------- |
| 1    | Taco van der Hoorn      | Intermarché | 4h10'32" |
| 2    | Jelte Krijnsen          | Parkhotel   | a 7"     |
| 3    | Christophe Laporte      | Visma       | s.t.     |
| 4    | Lionel Taminiaux        | Lotto       | a 10"    |
| 5    | Elmar Reinders          | Jayco       | a 16"    |
| 6    | Rory Townsend           | Q36.5       | a 35"    |
| 7    | R. van Sintmaartensdijk | Intermarché | s.t.     |
| 8    | Simon Dehairs           | Alpecin     | a 39"    |
| 9    | Nils Eekhoff            | DSM         | s.t.     |
| 10   | Max Walscheid           | Jayco       | s.t.     |